# 階上町立石鉢小学校
階上町立石鉢小学校（はしかみちょうりつ いしのはちしょうがっこう）は、青森県三戸郡階上町角柄折にある公立小学校。

## 沿革
- 1912年（明治45年）7月1日 - 階上尋常小学校石ノ鉢分教場として創立。
- 1920年（大正9年）8月29日 - 校舎増築。この校舎は、元鳥屋部分教場のもの。
- 1921年（大正10年）5月1日 - 鳥屋部尋常小学校石ノ鉢分教場と改称。
- 1936年（昭和11年）
  - 5月25日 - 新築起工。
  - 11月4日 - 新築落成式挙行。
- 1941年（昭和16年）4月1日 - 国民学校令により、鳥屋部国民学校石ノ鉢分教場と改称。
- 1947年（昭和22年）4月1日 - 学制改革により、階上村立鳥屋部小学校石ノ鉢分校と改称[1]。
- 1950年（昭和25年）
  - 3月31日 - 階上村立石ノ鉢小学校として、分離独立。
  - 4月15日  - 独立祝賀式と新任教員歓迎会を行う。
  - 10月18日  - 増築落成校庭拡張記念式典挙行。
- 1951年（昭和26年）2月23日 - 父母と教師の会発足。
- 1958年（昭和33年）
  - 12月1日 - 校章制定。
  - 12月18日 - 講堂新築落成式挙行。
- 1966年（昭和41年）
  - 8月31日 - 増築校舎落成。
  - 10月7日 - 増築校舎落成記念大運動会開催。
- 1968年（昭和43年）5月16日 - 9時48分ころに発生した十勝沖地震により、校舎に若干の被害が出た。
- 1980年（昭和55年）5月1日 - 階上村の町制施行により、階上町立石鉢小学校と改称。
- 1984年（昭和59年）8月1日 - 新校舎建設業地鎮祭挙行。
- 1988年（昭和63年）2月2日 - プレハブ3教室増築完成、移転する。
- 1992年（平成4年）2月  - 新校舎が落成し、落成記念挙行[2]。

## 学区
- 角柄折（黄檗・外越・外濠・郷州・軽井沢・志民・志民久保・十文字・上明戸・新沼舘・新田・仁田・仁田久保・石鉢・折川久保・大渡・中田・東平・平・柳下・蝙蝠）・蒼前東・蒼前西

## 周辺
- 住宅

## アクセス
- 階上町コミュニティバス「石鉢十文字」・「石鉢」の両バス停下車後、徒歩約335m・約5分。

## 参考資料
- 『階上町史 通史編Ⅱ』（階上町・2001年2月28日発行）「第三編 教育・第一章 学校教育・第二節 町内小・中学校教育 （ニ）石鉢小学校」
  - 73頁「◯校章の由来」
  - 84頁～93頁「◯沿革の概要」